# Heitor Schuch
Heitor José Schuch (Santa Cruz do Sul, 25 de março de 1962) é um agricultor familiar e político brasileiro filiado ao Partido Socialista Brasileiro (PSB). Atualmente exerce seu terceiro mandato de deputado federal pelo Rio Grande do Sul, integrando a base do governo.

## Biografia
Heitor Schuch nasceu em Santa Cruz do Sul em 1962 e é filho de Edgar Christovao Schuch e Carlinda Edy Schuch. Foi secretário geral e presidente do Sindicato dos Trabalhadores Rurais do município entre 1987 e 1992; tesoreiro da Federação dos Trabalhadores Rurais (FETAG/RS) entre 1992 e 1995 e presidente da mesma entidade entre 1995 e 2002. Em 2002 se elegeu deputado estadual e se reelegeu duas vezes.

### Deputado Estadual
Em 2010, foi um dos Deputados Estaduais do Rio Grande do Sul que votou a favor do aumento de 73% nos próprios salários em dezembro, fato esse que gerou uma música crítica chamada "Gangue da Matriz" composta e interpretada pelo músico Tonho Crocco, que fala em sua letra os nomes dos 36 deputados (inclusive o de Heitor Schuch) que foram favoráveis a esse autoconcedimento salarial; Giovani Cherini como presidente da Assembleia Legislativa do Rio Grande do Sul na ocasião entrou com uma representação contra o músico, Cherini falou que era um crime contra honra e o título era extremamente agressivo e fazia referência a criminosos que mataram o jovem Alex Thomas, na época Adão Villaverde que se tornou o sucessor na presidência da Assembleia Legislativa, expressou descontentamento discordando da decisão de Cherini, mas em agosto do mesmo ano o próprio Giovani Cherini ingressou com petição pedindo o arquivamento contra o músico com a alegação que não era vítima no processo (seu nome não aparecia na letra, pois como presidente do parlamento gaúcho na ocasião não podia votar) e que defendia a liberdade de expressão, na época Tonho recebeu apoio de uma loja que espalhou 20 outdoors pela capital Porto Alegre e também imenso apoio por redes sociais.

### Deputado federal
Na eleição de 2014, apoiando a candidatura eleita de José Ivo Sartori (PMDB) ao governo do estado, Heitor se elegeu deputado federal. Nesse primeiro mandato, Heitor cronologicamente votou contra o PL 4330 da Terceirização; contra às Medidas Provisórias 664 e 665 (de ajuste fiscal propostas por Dilma Rousseff) relativas à pensão por morte e ao seguro desemprego respectivamente; a favor do Impeachment de Dilma (PT); a favor da cassação de Eduardo Cunha (PMDB); contra desobrigar a Petrobras de participar de todos os blocos de exploração do pré-sal; contra a PEC do Teto de Gastos; contra a reforma do ensino médio; contra a Reforma Trabalhista; a favor de assegurar a prática da vaquejada como manifestação cultural; contra a rejeição das denúncias contra Michel Temer (PMDB) e a favor da MP da reforma do FIES. Heitor esteve ausente na votação sobre a intervenção federal na segurança do RJ.
Na eleição estadual de 2018, o PSB apoiou a reeleição de Sartori ao governo do estado (que não teve êxito), enquanto Heitor se reelegeu deputado federal. Nesse segundo mandato, Heitor cronologicamente votou a favor de criminalizar responsáveis por rompimento de barragens; contra a PEC da Reforma da Previdência e a favor de excluir os professores nas regras da mesma; contra a MP da Liberdade Econômica; contra alteração no Fundo Eleitoral; contra cobrança de bagagem por companhias aéreas; contra o PL 3723 que regulamenta a prática de atiradores e caçadores; a favor do "Pacote Anti-crime" de Sergio Moro; a favor da suspensão do mandato do deputado Wilson Santiago (PTB/PB), acusado de corrupção; a favor de ajuda financeira aos estados durante a pandemia de COVID-19; contra o Contrato Verde e Amarelo; contra a MP 910 (conhecida como MP da Grilagem); contra a flexibilização de regras trabalhistas durante a pandemia; contra o congelamento do salário dos servidores; a favor da convocação de uma Convenção Interamericana contra o Racismo; duas vezes contra destinar verbas do novo FUNDEB para escolas ligadas às igrejas; contra a autonomia do Banco Central; a favor da manutenção da prisão do deputado bolsonarista Daniel Silveira (PSL/RJ) contra a validação da PEC da Imunidade Parlamentar; contra a PEC Emergencial (que trata do retorno do auxílio emergencial por mais três meses e com valor mais baixo); contra classificar a educação como "serviço essencial" (possibilitando o retorno das aulas presenciais durante a pandemia); contra acabar com o Licenciamento Ambiental para diversas atividades; a favor da suspensão de despejos durante a pandemia e contra a privatização da Eletrobras. Heitor esteve ausente nas votações sobre a MP 867 (que segundo ambientalistas alteraria o Código Florestal anistiando desmatadores); o Novo Marco Legal do Saneamento; possível redução do Fundo Eleitoral; anistia da dívida das igrejas e permitir que empresas possam comprar vacinas da COVID-19 sem doar ao SUS.

## Desempenho eleitoral
| Ano  | Eleição                       | Cargo             | Partido | Coligação                                  | Suplentes                                         | Votos           | Resultado                                         |
| ---- | ----------------------------- | ----------------- | ------- | ------------------------------------------ | ------------------------------------------------- | --------------- | ------------------------------------------------- |
| 2002 | Estadual do Rio Grande do Sul | Deputado Estadual | PSB     | sem coligação proporcional                 | Vanderlan Vasconselos (PSB), Wainer Machado (PSB) | 39.886 (0,74%)  | Eleito (34ª pessoa mais votada, 2ª no partido)    |
| 2006 | Estadual do Rio Grande do Sul | Deputado Estadual | PSB     | sem coligação proporcional                 | Alexandre Roso (PSB), Vanderlan Vasconselos (PSB) | 59.397 (1,10%)  | Reeleito (12ª pessoa mais votada, 1ª no partido)  |
| 2010 | Estadual do Rio Grande do Sul | Deputado Estadual | PSB     | PSB / PCdoB / PR                           | Jussara Cony (PCdoB), Vanderlan Vasconselos (PSB) | 66.591 (1,18%)  | Reeleito (7ª pessoa mais votada, 1ª na coligação) |
| 2014 | Estadual do Rio Grande do Sul | Deputado Federal  | PSB     | PSB / PPS / PSD / PTdoB / PHS / PSL / PSDC | Beto Grill (PSB), Roseli Poggere (PSB)            | 101.243 (1,84%) | Eleito (25ª pessoa mais votada, 2ª na coligação)  |
| 2018 | Estadual do Rio Grande do Sul | Deputado Federal  | PSB     | PSB / PR / PATRI                           | José Stédile (PSB), Diza Gonzaga (PSB)            | 109.053 (1,98%) | Reeleito (9ª pessoa mais votada, 2ª na coligação) |
| 2022 | Estadual no Rio Grande do Sul | Deputado Federal  | PSB     | -                                          | Dalciso Oliveira (PSB)                            | 77.616 (1,26%)  | Reeleito (28ª pessoa mais votada, 1ª no partido)  |